# NGC 556
NGC 556 est une très vaste galaxie lenticulaire relativement éloignée et située dans la constellation de la Baleine. NGC 556 a été découverte par l'astronome américain Frank Müller en 1886.

## Caractéristiques
Sa vitesse par rapport au fond diffus cosmologique est de 9 481 ± 49 km/s, ce qui correspond à une distance de Hubble de 139,8 ± 9,8 Mpc (∼456 millions d'al).